# Eupithecia gratiosata
Eupithecia gratiosata là một loài bướm đêm trong họ Geometridae.